# Глонти, Нина Ираклиевна
Нина Ираклиевна Глонти (1914, село Квемо-Акети, Озургетский уезд, Кутаисская губерния, Российская империя — неизвестно, село Квемо-Акети, Ланчхутский район, Грузинская ССР) — колхозница колхоза имени Кагановича Ланчхутского района, Грузинская ССР. Герой Социалистического Труда (1949).

## Биография
Родилась в 1914 году в крестьянской семье в селе Квемо-Акети Озургесткого уезда. После окончания местной начальной школы трудилась в личном хозяйстве. С середины 1930-х годов трудилась рядовой колхозницей в бригаде Григория Глонти на чайной плантации колхоза имени Кагановича Ланчхутского района.
В 1948 году собрала 6136 килограммов зелёного чайного листа на участке площадью 0,5 гектара. Указом Президиума Верховного Совета СССР от 29 августа 1949 года удостоена звания Героя Социалистического Труда за «получение высоких урожаев сортового зелёного чайного листа и цитрусовых плодов в 1948 году» с вручением ордена Ленина и золотой медали «Серп и Молот» (№ 4562).
После выхода на пенсию проживала в родном селе Квемо-Акети Ланчхутского района. Дата смерти не установлена.
Награды
- Герой Социалистического Труда
- Орден Ленина
- Медаль «За трудовую доблесть» (05.08.1951)